# Ÿ
Cette page contient des caractères spéciaux ou non latins. S’ils s’affichent mal (▯, ?, etc.), consultez la page d’aide Unicode.
Ne doit pas être confondu avec la lettre cyrillique Ӱ ni avec la lettre grecque Ϋ.
Ÿ (minuscule : ÿ), appelé Y tréma, est une lettre additionnelle de l’alphabet latin, utilisée dans les alphabets allemand, cocama-cocamilla, français, hongrois, ngiemboon, tlingit et paunaka, ou dans la transcription du grec. Il s’agit de la lettre Y diacritée d’un tréma.

## Utilisation

### Allemand
En nouveau haut-allemand primitif (de), le son [iː] est parfois écrit « ij », correspondant à « ii » mais en évitant le doublement de la lettre « i ». Ce « ij » ressemble graphiquement à « ÿ » et peut parfois être remplacé par cette lettre. Cette graphie conduit à l'usage du « y » dans les dialectes alémaniques pour représenter le son [iː] (par exemple Schwyz, Mythen).
Le « ÿ » apparaît également dans les patronymes von Meÿenn, Zeÿn, Boÿens, Croÿ, Deboÿ et Weÿer.

### Français

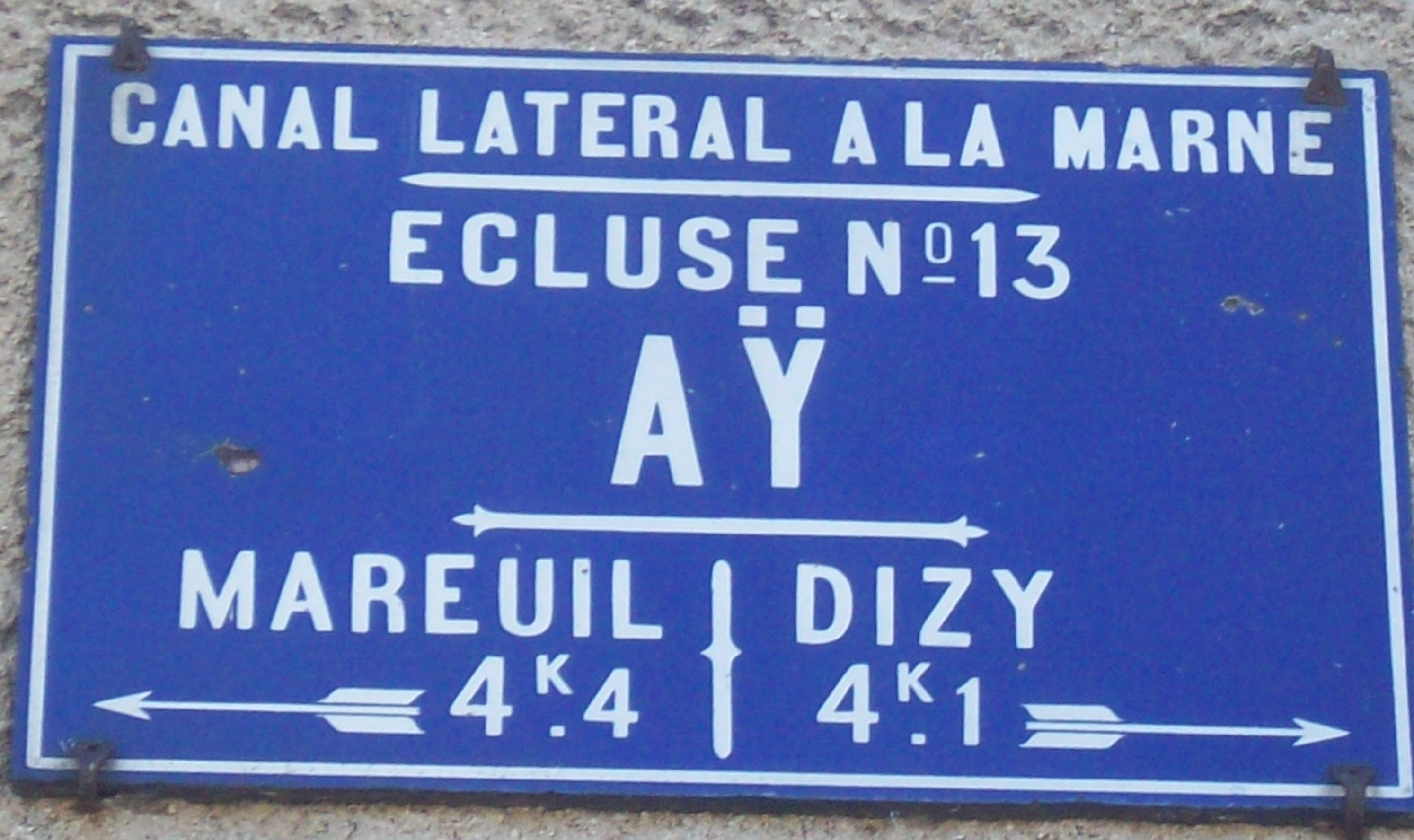
Plaque de cocher apposée près d'une écluse d'Aÿ, indiquant la graphie du nom de la commune avec un « Ÿ ».

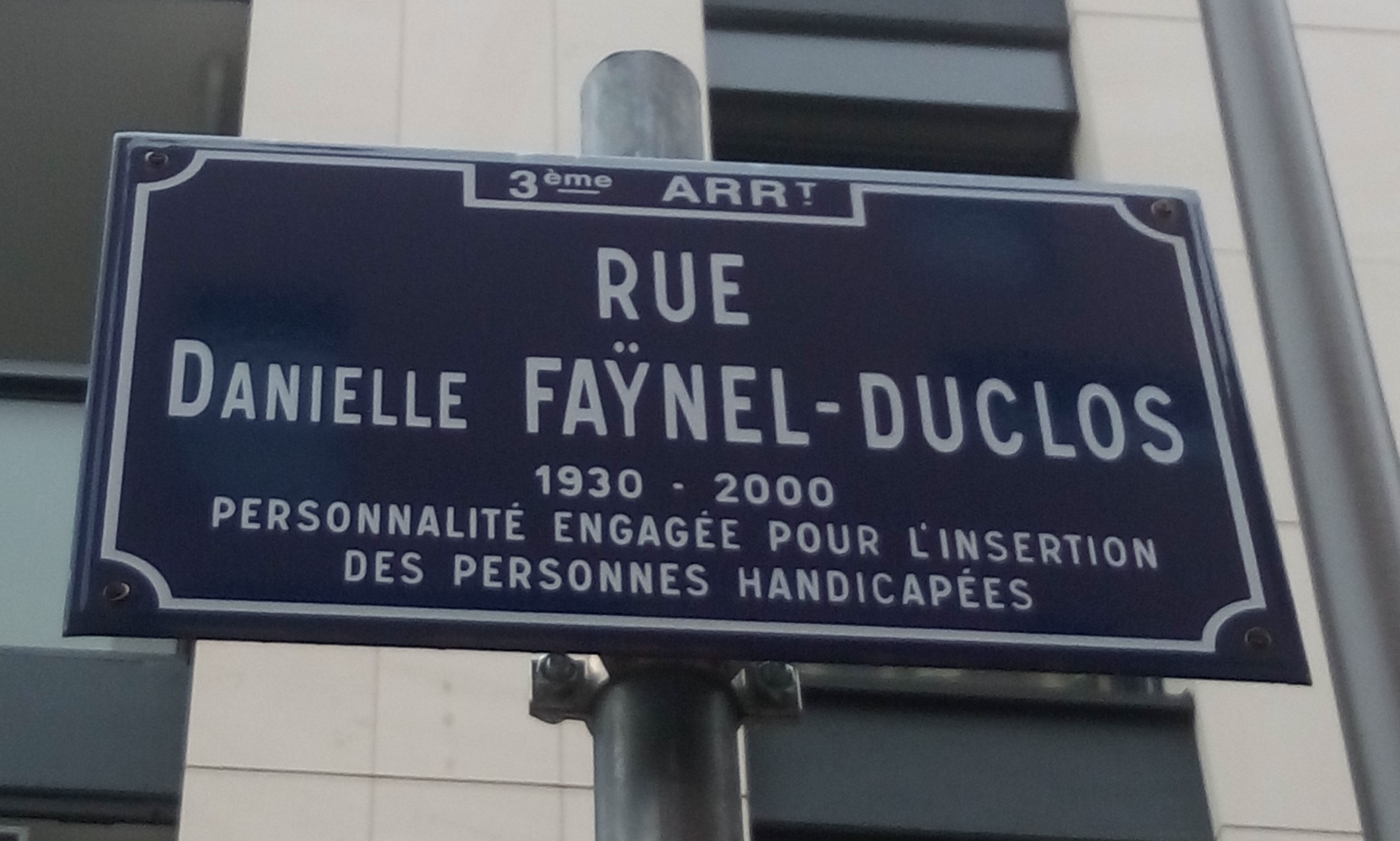

Le Ÿ est très rarement utilisé en français. Il était utilisé en ancien français comme variante de la lettre ï : roÿne pour roïne (reine).
Cette lettre est passée comme une variante de la lettre ï dans plusieurs noms propres. Il existe une trentaine d’occurrences d'utilisation :
- Des toponymes :
  - En France :
    - Aÿ et Mareuil-sur-Aÿ dont la fusion a donné naissance à la commune d’Aÿ-Champagne
    - Faÿ-lès-Nemours
    - et Fontaine-sur-Aÿ[réf. nécessaire]
    - L'Haÿ-les-Roses (ses habitants s'appellent « L'Haÿssiens », et l'adjectif dérivé est « l'haÿssien »)
    - Moÿ-de-l'Aisne
    - La vallée des fonds de l'Ouÿe et l'abbaye Notre-Dame de l'Ouÿe
    - Le château de Maÿtie

  - En Belgique :
    - Freÿr

- Des patronymes :
  - les pharaons Aÿ Ier et Aÿ (II)
  - Jules Balaÿ, nom d'origine stéphanoise
  - la famille de Callataÿ (dont François de Callataÿ ou Vincent de Callataÿ, astronome belge)
  - Caÿstros, dieu fleuve de Lydie et le fleuve Caÿstre
  - La maison de Croÿ, originaire de Picardie (Crouy)
  - Georges Demenÿ, nom d'origine hongroise
  - Caroline Dufaÿs, mère du poète Charles Baudelaire
  - La famille Faÿ, dont Bernard Faÿ
  - Danielle Faÿnel-Duclos, personnalité engagée pour l'insertion des personnes handicapées
  - La famille Allotte de La Fuÿe dont Sophie, mère de Jules Verne
  - Ghÿs, variante d'un patronyme d'origine flamande (Ghijs)
  - Louis de Hoÿm de Marien, architecte
  - La famille Jaÿ, dont la femme d'affaires Marie-Louise Jaÿ
  - La famille de juristes Nicolaÿ, originaires de Boulogne-sur-Mer, dont Pierre Nicolaÿ, vice-président du Conseil d'État
  - Pierre Lecomte du Nouÿ (très couramment écrit Pierre Lecomte du Noüy)
  - La famille Roÿet nom d'origine lyonnaise[1]
  - La famille Ysaÿe, originaire de Belgique

- Des prénoms, ou variantes de prénoms :
  - Loÿs, porté notamment par Loÿs Delteil, Loÿs Labèque, Loÿs Moulin, Loÿs Papon et Loÿs Pétillot, ainsi que par Loÿs Prat, pseudonyme de Louis Joseph Prat
  - Aloÿs, porté par Aloÿs Claussmann (pseudonyme pour Aloïse), Aloÿs Fornerod, Aloÿs Nizigama
  - Athénaÿs
  - Maÿlis ou Maÿliss
  - Maÿssa
- Des noms d'artistes :
  - Francis Alÿs, artiste pluridisciplinnaire belge, de son vrai nom Francis De Smedt
  - Pierre Louÿs, poète et romancier, de son vrai nom Pierre Louis
  - Titaÿna, de son vrai nom Élisabeth Sauvy

- Des toponymes issus de patronymes :
  - rue des Cloÿs, passage des Cloÿs, rue Lecomte-Du-Nouÿ, rue Pierre-Louÿs, square Nicolaÿ (à Paris)
  - avenue Eugène Ysaÿe (à Bruxelles)
  - île de Croÿ (dans les îles Kerguelen)
  - rue Frédéric-Faÿs (Villeurbanne)
  - quai Jaÿr, rue Danielle-Faÿnel-Duclos (Lyon)
  - jardin botanique alpin La Jaÿsinia (Samoëns)

### Hongrois
Indication de noblesse dans les noms de famille comme Kalatay ou Gallovics alias Szilvay devenu Kalataÿ et Szilvaÿ après anoblissement en 1794 par François II. Cette pratique est tombée en désuétude au milieu du xixe siècle.

### Néerlandais

Comparaison des i et j, de la ligature ĳ, du ÿ et du y en romaine et en italique.

La lettre Ÿ n’est pas à confondre avec le digramme commun néerlandais ij qui peut lui ressembler en écriture manuscrite et aussi occasionnellement dans les textes imprimés.

### Paunaka
En paunaka, langue autochtone de la famille arawak parlée dans les basses terres de la Bolivie, le ‹ ÿ › est utilisé, pour représenter une voyelle fermée centrale non arrondie [ɨ].

### Tlingit
En tlingit, langue autochtone du Sud-Est de l'Alaska et de Colombie-Britannique, la lettre ‹ ÿ › est une semi-voyelle vélaire [ɰ] (un [w] sans l’usage des lèvres) en tlingit. Ce son se retrouve aussi en tsimshian de la côte, où il est écrit ‹ ẅ ›.

## Transcription

### Grec
La lettre ‹ ÿ › est parfois utilisée en anglais pour transcrire le grec, où elle représente la lettre grec ‹ υ › (upsilon) en hiatus avec ‹ α › (alpha). Par exemple, on la retrouve dans la transcription Artaÿktēs du nom persan Ἀρταΰκτης, ou le nom Taÿgetus (Taygète en français), lequel en grec est orthographié : Ταΰγετος.

## Représentations informatiques
Le Y tréma peut être représenté avec les caractères Unicode suivants :
- précomposé (latin étendu A, latin étendu B) :

| forme     | représentation | chaîne de caractères | point de code | description                     |
| --------- | -------------- | -------------------- | ------------- | ------------------------------- |
| capitale  | Ÿ              | Ÿ                    | U+0178        | lettre majuscule latine y tréma |
| minuscule | ÿ              | ÿ                    | U+00FF        | lettre minuscule latine y tréma |

- décomposé (latin de base, diacritiques) :

| forme     | représentation | chaîne de caractères | point de code | description                                 |
| --------- | -------------- | -------------------- | ------------- | ------------------------------------------- |
| capitale  | Ÿ              | Y◌̈                   | U+0059 U+0308 | lettre majuscule latine y diacritique tréma |
| minuscule | ÿ              | y◌̈                   | U+0079 U+0308 | lettre minuscule latine y diacritique tréma |

De façon incohérente, la norme ISO/CEI 8859 dite latin-1 comprend le ÿ mais le Ÿ a été délibérément écarté au profit du ß.

## Entrée au clavier
Sur les systèmes Windows, seules trois dispositions de clavier officielles permettent de taper directement Ÿ majuscule avec ¨ puis Y : Canadien multilingue standard, Français (Standard, AZERTY) et Français (Standard, BÉPO). Les dispositions de clavier de France, de Belgique, du Canada, de Suisse ou du Luxembourg, ne peuvent afficher que ÿ minuscule avec ¨ puis y. Pour ces derniers agencements, on peut utiliser la méthode de saisie par numéro de caractère, en maintenant la touche Alt enfoncée et taper le nombre 0159 avec le pavé numérique (lorsque la page de code Windows-1252 est utilisée) ou en tapant le nombre hexadécimal du code du caractère 0178 suivi de la combinaison Alt + c (uniquement dans Word).